# Klavdiya Yelanskaya (Schiff)
Die Klavdiya Yelanskaya (russisch Клавдия Еланская, dt. Transkription: Klawdija Jelanskaja) ist ein Fahrgastschiff der OAO Murmanskoje morskoje parohodstwo und wurde 1977 als Linienschiff der verstärkten Eisklasse auf der Werft Titovo Brodogradiliste in Kraljevica in Jugoslawien für die staatliche Murmansker Seereederei (ГП Мурманское морское пароходство ММФ СССР) in Murmansk (Sowjetunion) gebaut. Es gehört zur Mariya Yermolova-Klasse, Projekt 1454. Das Schiff trägt den Namen der  sowjetischen Drama-Schauspielerin, Stalinpreisträgerin ersten Grades (1952) Klawdija Nikolajewna Jelanskaja.

## Beschreibung
Das Schiff unter Baunummer 416 wurde 1977 in Jugoslawien für die Sowjetunion gebaut. Das Schiff wurde nicht nur im Linienverkehr für Zivilisten, Bergleute auf  Spitzbergen und für in Angola, auf Kuba und über dem Polarkreis stationierte Sowjetarmeeangehörige eingesetzt, sondern auch als Kreuzfahrtschiff bei Reisen nach Norwegen, Dänemark, Finnland, Deutschland und Frankreich. Besonders einmalig waren Reisen auf der Strecke Franz-Josef-Land – Dudinka –  Igarka – Nowaja Semlja –  Solowezki-Inseln – Archangelsk. Auf der Insel Sosnowez im Weißen Meer wurde ein Neptunfest mit Polartaufe über Bord veranstaltet. Vom April bis zum Juni 2018 wurde das Schiff auf der Strecke Murmansk – Ostrownoj – Murmansk eingesetzt.

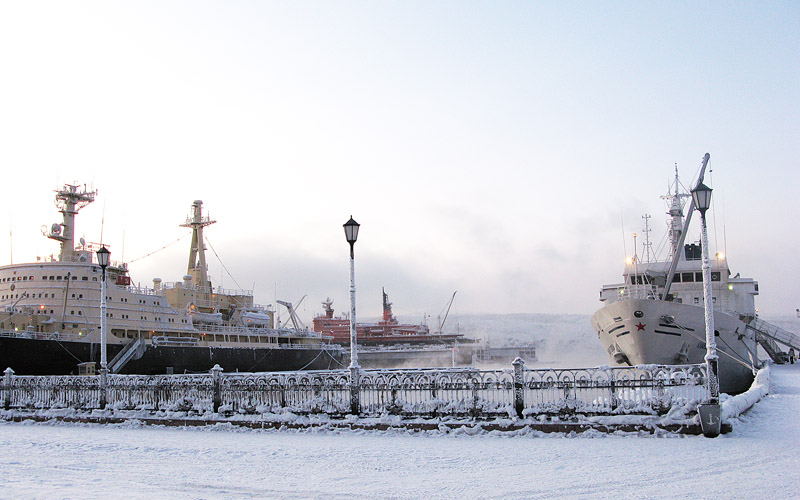
Murmansker Hafen
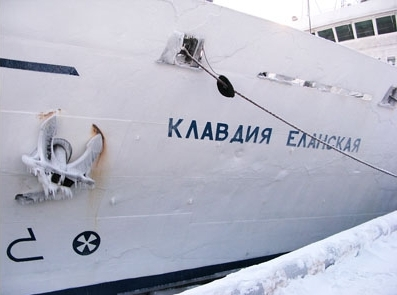
Klavdiya Yelanskaya im Hafen von Murmansk
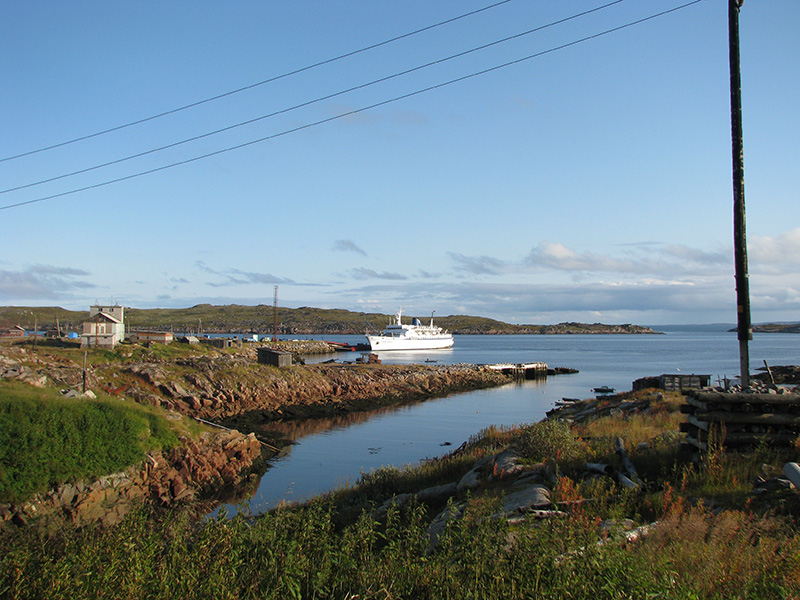
Klavdiya Yelanskaya in Gremicha
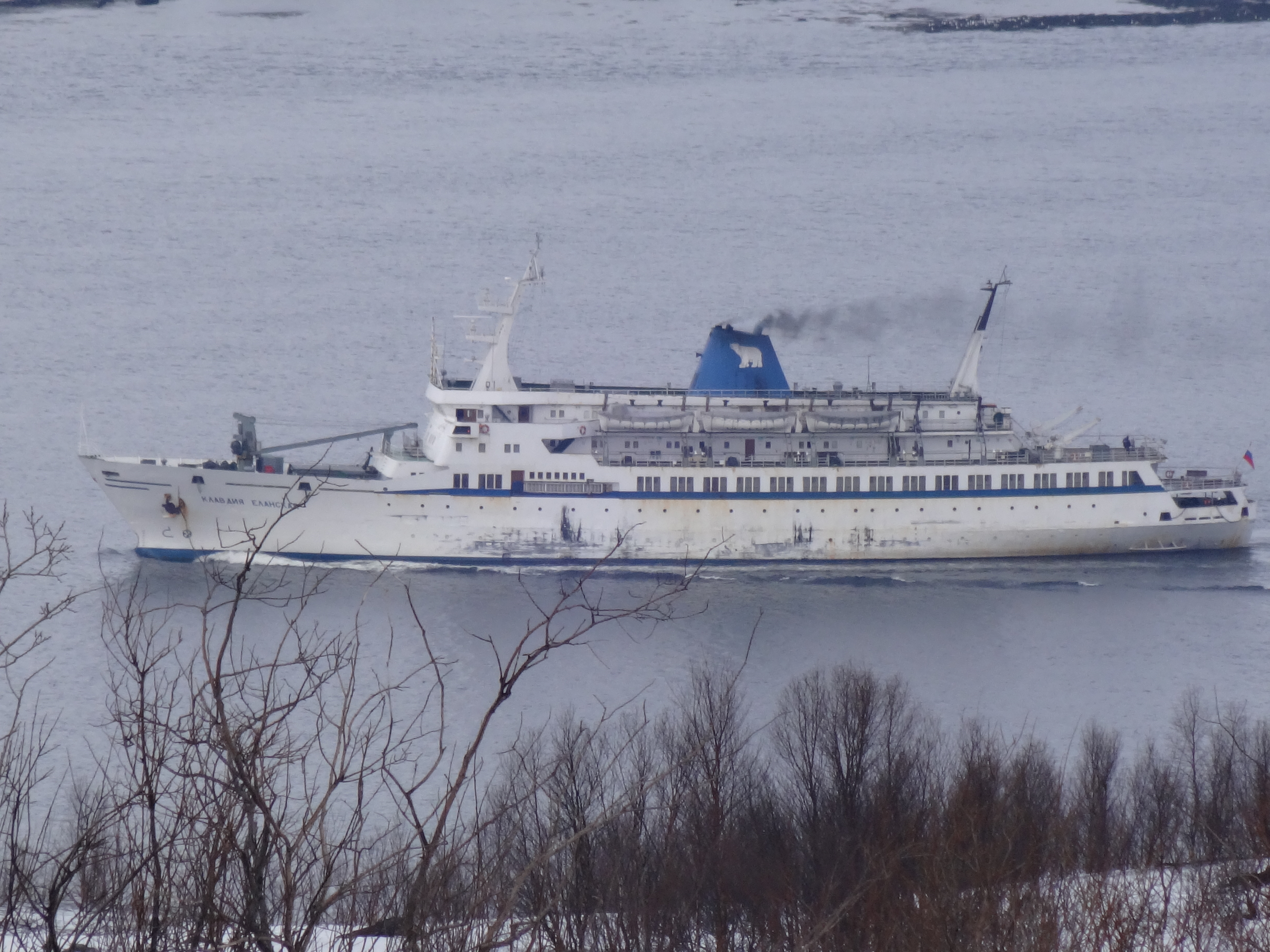
Klavdiya Yelanskaya im April 2017